# Loxostigma fimbrisepalum
Loxostigma fimbrisepalum là một loài thực vật có hoa trong họ Tai voi. Loài này được K.Y. Pan mô tả khoa học đầu tiên năm 1982.